# Phong Châu, Đông Hưng
Phong Châu là một xã cũ thuộc huyện Đông Hưng, tỉnh Thái Bình, Việt Nam.

## Địa lý
Xã Phong Châu nằm ở phía tây huyện Đông Hưng, bên bờ nam sông Tiên Hưng, phía bắc quốc lộ 39B, có vị trí địa lý:
- Phía đông giáp xã Nguyên Xá
- Phía nam giáp xã Phú Châu
- Phía tây giáp xã Hợp Tiến
- Phía bắc giáp xã Mê Linh và xã Phú Lương.

Xã Phong Châu có diện tích 4,80 km², dân số năm 2022 là 6.802 người, mật độ dân số đạt 1.417 người/km².

## Lịch sử
Ngày 28 tháng 9 năm 2024, Ủy ban Thường vụ Quốc hội ban hành Nghị quyết số 1201/NQ-UBTVQH15 về việc sắp xếp đơn vị hành chính cấp xã của tỉnh Thái Bình giai đoạn 2023 – 2025 (nghị quyết có hiệu lực từ ngày 1 tháng 11 năm 2024). Theo đó, thành lập xã Phong Dương Tiến trên cơ sở toàn bộ 4,80 km² diện tích tự nhiên và quy mô dân số là 6.802 người của xã Phong Châu.